# Cuca (calciatore 1963)
Alexi Stival, nome come Cuca (Curitiba, 7 giugno 1963), è un allenatore di calcio ed ex calciatore brasiliano, di ruolo attaccante o centrocampista, tecnico dell'Atlético Mineiro.

## Carriera

### Club
Cresciuto nel Santa Cruz del Rio Grande do Sul, con il quale ha messo a segno 4 gol nel Campionato Gaúcho, nel 1985 è passato al Juventude di Caxias do Sul. Nel 1987 ha fatto il salto di qualità, passando al Gremio di Porto Alegre. Nel 1991 dopo 48 presenze e 19 gol è passato ai rivali dell'Internacional; nel 1992 è ritornato al Gremio. Nello stesso anno, dopo 3 gol in altrettante partite, si è trasferito al Palmeiras di San Paolo. Nel 1993 è passato al Santos e, dopo 9 presenze e due gol, l'anno dopo è passato al Portuguesa, altra squadra di San Paolo dove in due partite ha segnato 2 gol nel Paulistão. Nello stesso anno è stato al Remo di Belém per poi tornare, dopo 13 partite e due gol, alla Juventude. Nel 1995, dopo 14 presenze e un gol, tha terminato la sua carriera da calciatore al Chapecoense con 2 gol nel Campionato Catarinense.

### Nazionale
Ha giocato una partita per la Nazionale di calcio del Brasile, il 27 febbraio 1991, contro il Paraguay.

### Allenatore

#### Inizi
Cuca, dopo le prime esperienze in società minori (Uberlândia nel 1998, Brasil nel 1999, Avai nel 1999 e 2000, Inter de Limeira nel 2000, Remo e Inter de Lages nel 2001, Gama e Criciuma nel 2002 e Paranà nel 2003), si è messo in evidenza nel 2003 portando il Goiás dalla zona retrocessione alla Coppa Sudamericana 2004 nel corso del campionato. Così è stato chiamato alla guida del San Paolo che ha portato alla semifinale della Coppa Libertadores 2004, perdendo con l'Once Caldas, futura vincitrice, a causa di un gol all'ultimo minuto.

#### Botafogo
Nel maggio 2006, Cuca è stato assunto dal Botafogo, che ha guidato fino alla qualificazione in Coppa Sudamericana. Nel 2007, grazie al calcio vivace che la squadra esprimeva, con giocatori come Dodô, Zé Roberto, Lúcio Flávio, Jorge Henrique e altri, il Botafogo venne soprannominato Carrossel Alvinegro, e vinse la Taça Rio ed è stata in testa al campionato brasiliano di calcio dalla 6ª alla 18ª giornata. Cuca è stato anche il primo allenatore a guidare la squadra nel nuovo stadio, l'Engenhão.

Il periodo alla guida del Fogão, però, è anche segnato da diverse sconfitte: il mancato successo nel Campionato Carioca 2007 contro il Flamengo ai rigori, l'eliminazione in semifinale di Copa do Brasil con il Figueirense e l'eliminazione, per mano del River Plate, negli ottavi di finale della Copa Sudamericana 2007, hanno causato un abbattimento del morale della squadra e le dimissioni dell'allenatore, che però dopo nove giorni, nel settembre 2007, è però ritornato.

Nel 2008, il rivoluzionato Botafogo di Cuca, che venne soprannominato time guerreiro (squadra guerriera), vinse la Copa Peregrino e la Taça Rio. Le sconfitte con il Flamengo in Taça Guanabara e in Copa do Brasil, con il Corinthians, fecero sì che Cuca abbandonasse la squadra definitivamente.

#### Santos
Nel giugno 2008 Cuca è passato al Santos, club in cui aveva giocato 15 anni prima.
In una situazione particolarmente delicata, il Santos perse 3 a 0 con il Figueirense, e il tecnico diede le dimissioni, che però ha ritirato dopo essersi chiarito con la dirigenza. Però, visto che la striscia di risultati negativi è continuata, dopo una sconfitta al Vila Belmiro contro l'Atlético Mineiro per 3 a 2 il tecnico ha lasciato la squadra..

#### Fluminense e Flamengo
È stato chiamato dalla Fluminense fino alla fine del 2009. Visti i risultati ancora una volta negativi, il 2 ottobre Cuca è stato esonerato.
Nel 2009 fha firmato per il Flamengo, vincendo la Taça Rio battendo in finale il Botafogo, sua ex squadra.

#### Fluminense e Cruzeiro
È tornato così alla Fluminense il 1º settembre 2009 ma il 19 aprile 2010 è stato esonerato per il fallimento nel Campionato Carioca e così l'8 giugno è stato ingaggiato dal Cruzeiro con un contratto fino al dicembre del 2011. Nel maggio 2011, durante la partita contro l'Once Caldas valida per gli ottavi di finale di Coppa Libertadores, Cuca si macchia di un gesto antisportivo colpendo con una spallata in pieno volto un giocatore della squadra avversaria che recuperava un pallone a bordo campo.

#### Atlético Mineiro
Chiusa l'esperienza con il Cruzeiro passa ad allenare l'Atlético Mineiro con cui si laurea campione del SudAmerica nel 2013 vincendo la Coppa Libertadores.

#### Shandong Luneng
A dicembre 2013 diventa allenatore dello Shandong Luneng, formazione che milita nella Chinese Super League, il massimo campionato cinese. Al suo primo anno arriva quarto in campionato e vince la Coppa della Cina. L'anno successivo vince la Supercoppa Cinese e arriva terzo in campionato.

#### Palmeiras
Terminata l'esperienza cinese rientra in patria nel 2016 sedendosi sulla panchina del Palmeiras. Con i Verdão vince la Série A, titolo che mancava nella bacheca della squadra paulista da 22 anni. Una settimana dopo, il 30 novembre 2016, comunica, di comune accordo con il club, l'intenzione di dimettersi per motivi personali, dicendosi "felice per aver compiuto la missione", parlando di "decisione difficile" e dicendosi sicuro di "tornare un giorno per continuare la mia storia con il club".
Nel maggio 2017 torna sulla panchina del Palmeiras, sostituendo l'esonerato Eduardo Baptista.
Il 14 ottobre 2017 viene sollevato dall'incarico.

#### Atlético Mineiro
Il 5 marzo 2021 torna dopo sette anni sulla panchina dell'Atlético Mineiro.
Il 2 dicembre 2021 si laurea campione del Brasile vincendo la Série A, titolo che mancava alla squadra di Belo Horizonte da 50 anni.
Il 15 Novembre viene esonerato

#### Corinthians
Il 5 marzo 2021 torna dopo sette anni sulla panchina dell'Atlético Mineiro.
Tuttavia il suo passaggio è stato molto criticato dai tifosi, durando meno di una settimana.

## Statistiche

### Statistiche da allenatore
Statistiche aggiornate al 20 luglio 2025; in grassetto le competizioni vinte.
| Stagione                | Squadra                 | Campionato              | Campionato | Campionato | Campionato | Campionato | Coppe nazionali | Coppe nazionali | Coppe nazionali | Coppe nazionali | Coppe nazionali | Coppe continentali | Coppe continentali | Coppe continentali | Coppe continentali | Coppe continentali | Altre coppe | Altre coppe | Altre coppe | Altre coppe | Altre coppe | Totale | Totale | Totale | Totale | % Vittorie | Piazzamento      |
| Stagione                | Squadra                 | Comp                    | G          | V          | N          | P          | Comp            | G               | V               | N               | P               | Comp               | G                  | V                  | N                  | P                  | Comp        | G           | V           | N           | P           | G      | V      | N      | P      | %          | Piazzamento      |
| ----------------------- | ----------------------- | ----------------------- | ---------- | ---------- | ---------- | ---------- | --------------- | --------------- | --------------- | --------------- | --------------- | ------------------ | ------------------ | ------------------ | ------------------ | ------------------ | ----------- | ----------- | ----------- | ----------- | ----------- | ------ | ------ | ------ | ------ | ---------- | ---------------- |
| 1999                    | Avaí                    | Cat                     | 35         | 17         | 10         | 8          | CB              | 4               | 1               | 3               | 0               | -                  | -                  | -                  | -                  | -                  | -           | -           | -           | -           | -           | 39     | 18     | 13     | 8      | 46,15      | 2°               |
| 1999                    | Brasil de Pelotas       | C                       | 12         | 5          | 1          | 6          | -               | -               | -               | -               | -               | -                  | -                  | -                  | -                  | -                  | -           | -           | -           | -           | -           | 12     | 5      | 1      | 6      | 41,67      | 15°              |
| 2000                    | Inter de Limeira        | A1/SP                   | 5          | 1          | 1          | 3          | -               | -               | -               | -               | -               | -                  | -                  | -                  | -                  | -                  | -           | -           | -           | -           | -           | 5      | 1      | 1      | 3      | 20,00      | Eson.            |
| 2000                    | Avaí                    | CJH                     | 19         | 6          | 9          | 4          | CB              | 2               | 0               | 1               | 1               | -                  | -                  | -                  | -                  | -                  | -           | -           | -           | -           | -           | 21     | 6      | 10     | 5      | 28,57      | 8°               |
| Totale Avaì             | Totale Avaì             | Totale Avaì             | 54         | 23         | 19         | 12         |                 | 6               | 1               | 4               | 1               |                    | -                  | -                  | -                  | -                  |             | -           | -           | -           | -           | 60     | 24     | 23     | 13     | 40,00      |                  |
| 2001                    | Remo                    | Par                     | 20         | 12         | 7          | 1          | CB              | 6               | 5               | 0               | 1               | -                  | -                  | -                  | -                  | -                  | -           | -           | -           | -           | -           | 26     | 17     | 7      | 2      | 65,38      | 2°               |
| 2001                    | Inter de Lages          | Cat                     | 12         | 3          | 5          | 4          | -               | -               | -               | -               | -               | -                  | -                  | -                  | -                  | -                  | -           | -           | -           | -           | -           | 12     | 3      | 5      | 4      | 25,00      | Sub. 4°          |
| 2002                    | Criciúma                | Cat                     | 16         | 7          | 3          | 6          | CB              | 4               | 3               | 0               | 1               | -                  | -                  | -                  | -                  | -                  | CSM         | 15          | 7           | 4           | 4           | 35     | 17     | 7      | 11     | 48,57      | 7°               |
| gen.-lug. 2003          | Paraná                  | A                       | 10         | 4          | 3          | 3          | -               | -               | -               | -               | -               | -                  | -                  | -                  | -                  | -                  | -           | -           | -           | -           | -           | 4      | 2      | 0      | 2      | 50,00      | Risoluz.         |
| lug.-dic. 2003          | Goiás                   | A                       | 36         | 17         | 8          | 11         | CB              | 1               | 0               | 0               | 1               | -                  | -                  | -                  | -                  | -                  | -           | -           | -           | -           | -           | 37     | 17     | 8      | 12     | 45,95      | Sub. 9°          |
| gen.-set. 2004          | San Paolo               | A1/SP+A                 | 10+28      | 8+13       | 1+6        | 1+9        | -               | -               | -               | -               | -               | CL                 | 12                 | 8                  | 1                  | 3                  | -           | -           | -           | -           | -           | 50     | 29     | 8      | 13     | 58,00      | Eson.            |
| set.-ott. 2004          | Grêmio                  | A                       | 9          | 2          | 1          | 6          | -               | -               | -               | -               | -               | CS                 | 2                  | 1                  | 0                  | 1                  | -           | -           | -           | -           | -           | 11     | 3      | 1      | 7      | 27,27      | Sub. 24° (retr.) |
| gen.-apr. 2005          | Flamengo                | RJ                      | 8          | 3          | 3          | 2          | CB              | 5               | 2               | 2               | 1               | -                  | -                  | -                  | -                  | -                  | -           | -           | -           | -           | -           | 13     | 5      | 5      | 3      | 38,46      | Eson.            |
| mag.-ott. 2005          | Coritiba                | A                       | 28         | 9          | 8          | 11         | -               | -               | -               | -               | -               | -                  | -                  | -                  | -                  | -                  | -           | -           | -           | -           | -           | 28     | 9      | 8      | 11     | 32,14      | Sub. eson.       |
| nov.-dic. 2005          | São Caetano             | A                       | 5          | 2          | 2          | 1          | -               | -               | -               | -               | -               | -                  | -                  | -                  | -                  | -                  | -           | -           | -           | -           | -           | 5      | 2      | 2      | 1      | 40,00      | Sub. 17°         |
| mag.-dic. 2006          | Botafogo                | A                       | 32         | 12         | 10         | 10         | -               | -               | -               | -               | -               | CS                 | 2                  | 0                  | 2                  | 0                  | -           | -           | -           | -           | -           | 34     | 12     | 12     | 10     | 35,29      | Sub. 12°         |
| 2007                    | Botafogo                | RJ+A                    | 16+35      | 8+14       | 6+13       | 2+8        | CB              | 10              | 5               | 4               | 1               | CS                 | 4                  | 3                  | 0                  | 1                  | -           | -           | -           | -           | -           | 65     | 30     | 23     | 12     | 46,15      | Eson. Sub. 9°    |
| gen.-mag. 2008          | Botafogo                | RJ+A                    | 21+3       | 15+1       | 1+1        | 5+1        | CB              | 9               | 5               | 2               | 2               | -                  | -                  | -                  | -                  | -                  | -           | -           | -           | -           | -           | 33     | 21     | 4      | 8      | 63,64      | Eson.            |
| Totale Botafogo         | Totale Botafogo         | Totale Botafogo         | 107        | 50         | 31         | 26         |                 | 19              | 10              | 6               | 3               |                    | 6                  | 3                  | 2                  | 1                  |             | -           | -           | -           | -           | 132    | 63     | 39     | 30     | 47,73      |                  |
| giu.-ago. 2008          | Santos                  | A                       | 14         | 3          | 4          | 7          | -               | -               | -               | -               | -               | -                  | -                  | -                  | -                  | -                  | -           | -           | -           | -           | -           | 14     | 3      | 4      | 7      | 21,43      | Sub. eson.       |
| ago.-ott. 2008          | Fluminense              | A                       | 9          | 2          | 5          | 2          | -               | -               | -               | -               | -               | -                  | -                  | -                  | -                  | -                  | -           | -           | -           | -           | -           | 9      | 2      | 5      | 2      | 22,22      | Sub. eson.       |
| gen.-lug. 2009          | Flamengo                | RJ+A                    | 20+13      | 12+4       | 5+5        | 3+4        | CB              | 6               | 3               | 2               | 1               | -                  | -                  | -                  | -                  | -                  | -           | -           | -           | -           | -           | 39     | 19     | 12     | 8      | 48,72      | Eson.            |
| Totale Flamengo         | Totale Flamengo         | Totale Flamengo         | 41         | 19         | 13         | 9          |                 | 11              | 5               | 4               | 2               |                    | -                  | -                  | -                  | -                  |             | -           | -           | -           | -           | 52     | 24     | 17     | 11     | 46,15      |                  |
| set.-dic. 2009          | Fluminense              | A                       | 15         | 8          | 6          | 1          | -               | -               | -               | -               | -               | CS                 | 8                  | 5                  | 2                  | 1                  | -           | -           | -           | -           | -           | 23     | 13     | 8      | 2      | 56,52      | Sub. 16°         |
| gen.-apr. 2010          | Fluminense              | RJ                      | 17         | 11         | 3          | 3          | CB              | 4               | 3               | 1               | 0               | -                  | -                  | -                  | -                  | -                  | -           | -           | -           | -           | -           | 21     | 14     | 4      | 3      | 66,67      | Eson.            |
| Totale Fluminense       | Totale Fluminense       | Totale Fluminense       | 41         | 21         | 14         | 6          |                 | 4               | 3               | 1               | 0               |                    | 8                  | 5                  | 2                  | 1                  |             | -           | -           | -           | -           | 53     | 29     | 17     | 7      | 54,72      |                  |
| lug.-dic. 2010          | Cruzeiro                | A                       | 31         | 18         | 6          | 7          | -               | -               | -               | -               | -               | -                  | -                  | -                  | -                  | -                  | -           | -           | -           | -           | -           | 31     | 18     | 6      | 7      | 58,06      | Sub. 2°          |
| gen.-giu. 2011          | Cruzeiro                | MG+A                    | 15+5       | 12+0       | 1+3        | 2+2        | -               | -               | -               | -               | -               | CL                 | 8                  | 6                  | 1                  | 1                  | -           | -           | -           | -           | -           | 28     | 18     | 5      | 5      | 64,29      | Eson.            |
| Totale Cruzeiro         | Totale Cruzeiro         | Totale Cruzeiro         | 51         | 30         | 10         | 11         |                 | -               | -               | -               | -               |                    | 8                  | 6                  | 1                  | 1                  |             | -           | -           | -           | -           | 59     | 36     | 11     | 12     | 61,02      |                  |
| ago.-dic. 2011          | Atlético Mineiro        | A                       | 23         | 9          | 3          | 11         | -               | -               | -               | -               | -               | CS                 | 2                  | 0                  | 0                  | 2                  | -           | -           | -           | -           | -           | 25     | 9      | 3      | 13     | 36,00      | Sub. 15°         |
| 2012                    | Atlético Mineiro        | MG+A                    | 15+38      | 11+20      | 4+12       | 0+6        | CB              | 4               | 3               | 0               | 1               | -                  | -                  | -                  | -                  | -                  | -           | -           | -           | -           | -           | 57     | 34     | 16     | 7      | 59,65      | 2°               |
| 2013                    | Atlético Mineiro        | MG+A                    | 15+38      | 12+15      | 0+12       | 3+11       | CB              | 2               | 0               | 1               | 1               | CL                 | 14                 | 9                  | 2                  | 3                  | Cmc         | 2           | 1           | 0           | 1           | 71     | 37     | 15     | 19     | 52,11      | 8°               |
| 2014                    | Shandong Taishan        | CSL                     | 30         | 12         | 12         | 6          | CC              | 7               | 5               | 1               | 1               | ACL                | 6                  | 1                  | 2                  | 3                  | -           | -           | -           | -           | -           | 43     | 18     | 15     | 10     | 41,86      | 4°               |
| 2015                    | Shandong Taishan        | CSL                     | 30         | 18         | 5          | 7          | CC              | 5               | 2               | 1               | 2               | ACL                | 6                  | 2                  | 1                  | 3                  | SdC         | 1           | 0           | 1           | 0           | 42     | 22     | 8      | 12     | 52,38      | 3°               |
| Totale Shandong Luneng  | Totale Shandong Luneng  | Totale Shandong Luneng  | 60         | 30         | 17         | 13         |                 | 12              | 7               | 2               | 3               |                    | 12                 | 3                  | 3                  | 6                  |             | 1           | 0           | 1           | 0           | 85     | 40     | 23     | 22     | 47,06      |                  |
| 2016                    | Palmeiras               | A1/SP+A                 | 8+38       | 4+24       | 1+8        | 3+6        | CB              | 4               | 1               | 1               | 2               | CL                 | 3                  | 1                  | 1                  | 1                  | -           | -           | -           | -           | -           | 53     | 30     | 11     | 12     | 56,60      | Sub. 1°          |
| mag.-ott. 2017          | Palmeiras               | A                       | 27         | 13         | 5          | 9          | CB              | 4               | 1               | 2               | 1               | CL                 | 3                  | 2                  | 0                  | 1                  | -           | -           | -           | -           | -           | 34     | 16     | 7      | 11     | 47,06      | Eson.            |
| Totale Palmeiras        | Totale Palmeiras        | Totale Palmeiras        | 73         | 41         | 14         | 18         |                 | 8               | 2               | 3               | 3               |                    | 6                  | 3                  | 1                  | 2                  |             | -           | -           | -           | -           | 87     | 46     | 18     | 23     | 52,87      |                  |
| ago.-dic. 2018          | Santos                  | A                       | 23         | 9          | 7          | 7          | CB              | 2               | 1               | 0               | 1               | CL                 | 2                  | 0                  | 1                  | 1                  | -           | -           | -           | -           | -           | 27     | 10     | 8      | 9      | 37,04      | Sub. 10°         |
| apr.-set. 2019          | San Paolo               | A1/SP+A                 | 3+21       | 0+9        | 2+8        | 1+4        | CB              | 2               | 0               | 0               | 2               | -                  | -                  | -                  | -                  | -                  | -           | -           | -           | -           | -           | 26     | 9      | 10     | 7      | 34,62      | Sub. Dimis.      |
| Totale San Paolo        | Totale San Paolo        | Totale San Paolo        | 62         | 30         | 17         | 15         |                 | 2               | 0               | 0               | 2               |                    | 12                 | 8                  | 1                  | 3                  |             | -           | -           | -           | -           | 76     | 38     | 18     | 20     | 50,00      |                  |
| 2020-feb. 2021          | Santos                  | A                       | 37         | 14         | 12         | 11         | CB              | 2               | 0               | 1               | 1               | CL                 | 11                 | 6                  | 3                  | 2                  | -           | -           | -           | -           | -           | 50     | 20     | 16     | 14     | 40,00      | Dimis.           |
| Totale Santos           | Totale Santos           | Totale Santos           | 74         | 26         | 23         | 25         |                 | 4               | 1               | 1               | 2               |                    | 13                 | 6                  | 4                  | 3                  |             | -           | -           | -           | -           | 91     | 33     | 28     | 30     | 36,26      |                  |
| mar.-dic. 2021          | Atlético Mineiro        | MG+A                    | 11+38      | 6+26       | 3+6        | 2+6        | CB              | 10              | 9               | 0               | 1               | CL                 | 12                 | 7                  | 5                  | 0                  | -           | -           | -           | -           | -           | 71     | 48     | 14     | 9      | 67,61      | 1°               |
| lug.-nov. 2022          | Atlético Mineiro        | A                       | 19         | 7          | 5          | 7          | -               | -               | -               | -               | -               | CL                 | 2                  | 0                  | 2                  | 0                  | -           | -           | -           | -           | -           | 21     | 7      | 7      | 7      | 33,33      | Sub. 7°          |
| apr. 2023               | Corinthians             | A                       | 1          | 0          | 0          | 1          | CB              | 1               | 1               | 0               | 0               | -                  | -                  | -                  | -                  | -                  | -           | -           | -           | -           | -           | 2      | 1      | 0      | 1      | 50,00      | Sub. Dimis.      |
| mar.-giu. 2024          | Athl. Paranaense        | Par+A                   | 5+11       | 5+5        | 0+4        | 0+2        | CB              | 1               | 0               | 0               | 1               | CS                 | 6                  | 4                  | 0                  | 2                  | -           | -           | -           | -           | -           | 23     | 14     | 4      | 5      | 60,87      | Sub. eson.       |
| 2025                    | Atlético Mineiro        | MG+A                    | 9+18       | 7+6        | 1+6        | 1+6        | CB              | 6               | 4               | 2               | 0               | CS                 | 9                  | 5                  | 3                  | 1                  | -           | -           | -           | -           | -           | 42     | 22     | 12     | 8      | 52,38      | Sub. in corso    |
| Totale Atletico Mineiro | Totale Atletico Mineiro | Totale Atletico Mineiro | 224        | 119        | 52         | 53         |                 | 22              | 16              | 3               | 3               |                    | 39                 | 21                 | 12                 | 6                  |             | 2           | 1           | 0           | 1           | 287    | 157    | 67     | 63     | 54,70      |                  |
| Totale carriera         | Totale carriera         | Totale carriera         | 957        | 461        | 253        | 243        |                 | 101             | 54              | 24              | 23              |                    | 112                | 60                 | 26                 | 26                 |             | 18          | 8           | 5           | 5           | 1 188  | 583    | 308    | 297    | 49,07      |                  |

## Palmarès

### Giocatore

#### Competizioni statali
- Campionato Gaúcho: 3

Grêmio: 1989, 1990
Internacional: 1991

#### Competizioni nazionali
- Coppa del Brasile: 1

Grêmio: 1989
- Supercoppa del Brasile: 1

Grêmio: 1990

### Allenatore

#### Club

##### Competizioni statali
- Campeonato Carioca: 1

Flamengo: 2009
- Campeonato Mineiro: 5

Cruzeiro: 2011
Atlético Mineiro: 2012, 2013, 2021, 2025
- Campionato Paranaense: 1

Athl. Paranaense: 2024

##### Competizioni nazionali
- Coppa della Cina: 1

Shandong Luneng: 2014
- Supercoppa di Cina: 1

Shandong Luneng: 2015
- Campionato brasiliano: 2

Palmeiras: 2016
Atlético Mineiro: 2021
- Coppa del Brasile: 1

Atlético Mineiro: 2021

##### Competizioni internazionali
- Coppa Libertadores: 1

Atlético Mineiro: 2013

#### Individuale
- Miglior allenatore dell Campeonato Mineiro: 3

2011, 2012, 2013